# The Life of Pablo
The Life of Pablo é o sétimo álbum de estúdio do artista estadunidense Kanye West, lançado pelas editoras discográficas GOOD Music e Def Jam Recordings em 14 de fevereiro de 2016. O trabalho conta com grande número de participações especiais, que inclui artistas como Kendrick Lamar, Rihanna, The Weeknd, Kelly Price, Young Thug, Kirk Franklin, Max B, Chris Brown Desiigner, André 3000, Frank Ocean, Caroline Shaw, Vic Mensa, El Debrage, Sia, Sampha, Ty Dolla Sign, Kid Cudi, French Montana, Post Malone, The-Dream e Chance, The Rapper, o álbum contem produção de Madlib, Charlie Heat, Cashmare Cat, Rick Rubin, Havoc, Metro Boomin, Mike Dean e entre outros. As sessões de gravação datam do período de produção de seu quinto disco, My Beautiful Dark Twisted Fantasy, e ocorreram em diferentes países, como Itália, Canadá, México e Estados Unidos.
A divulgação do disco se deu inicialmente com o lançamento dos singles promocionais "Real Friends", "No More Parties in LA" e "30 Hours" na distribuição semanal G.O.O.D. Fridays. The Life of Pablo foi disponibilizado exclusivamente para streaming na plataforma Tidal, seguindo uma série de atrasos na gravação e finalização, além de constantes mudanças de título e alinhamento de faixas. O álbum foi recebido com aclamação pela maior parte da crítica musical, mas também foi fortemente criticado, sobretudo por sua excessiva abrangência estilística e natureza incôndita.
O álbum recebeu uma nomeação nos Grammy Awards de 2017 para Best Rap Album.

## Antecedentes
Kanye West começou a trabalhar na criação de seu sétimo disco em novembro de 2013. O trabalho recebeu inicialmente o nome So Help Me God e tinha lançamento previsto para 2014. Essa versão inicial do álbum nunca se materializou, mas várias das faixas foram posteriormente lançadas como singles independentes ou gravadas por outros artistas, entre elas "God Level" (divulgada num promo da Adidas para a Copa do Mundo de 2014), "All Day", "Only One", "FourFiveSeconds", "Tell Your Friends" (concedida a The Weeknd) e "3500" (concedida a Travis Scott). Em fevereiro de 2015, as únicas canções conhecidas que pareciam ter permanecido nos planos para o sucessor de Yeezus eram "Famous" (antes chamada "Nina Chop") e "Wolves", com a qual, no dia 15 daquele mês, Kanye se apresentou no Saturday Night Live em conjunto com Vic Mensa e Sia.
Em maio de 2015, West renomeou o disco para SWISH, esclarecendo que o título do trabalho ainda poderia ser modificado. Em 26 de janeiro de 2016, Kanye postou em sua conta no Twitter a então lista de faixas final juntamente com uma nova mudança no título do álbum, que passou ser Waves. Em 4 de fevereiro,o artista, em entrevista na rádio Big Boy's Neighborhood, confessou que ainda não havia decidido o título definitivo. Em 9 de fevereiro, West revelou, num tweet, uma nova troca, cujo acrônimo era T.L.O.P., oferecendo bilhetes gratuitos de entrada no próximo evento Yeezy Season e um par da coleção Adidas Yeezy a quem adivinhasse o significado da sigla. No dia seguinte, o nome The Life of Pablo foi divulgado, também via Twitter. Kanye compartilhou a capa do disco na mesma rede social em 11 de fevereiro. A maior parte do álbum foi lançada no evento Yeezy Season 3, no mesmo dia, no Madison Square Garden. Nesse evento, West divulgou sua nova linha de roupas e o lançamento de um jogo eletrônico, Only One, inspirado na canção de mesmo nome.
West atualizou o alinhamento de faixas em várias ocasiões, divulgando a formação final no dia previsto para o lançamento do LP, em 12 de fevereiro, quando adicionou sete canções à lista que já era composta por outras dez. Nesse dia, o artista declarou via Twitter: "O álbum está sendo masterizado e saíra hoje... adicionei algumas faixas a mais..." O lançamento oficial, contudo, foi adiado mais uma vez na intenção de reinserir uma canção que fazia parte da lista original, "Waves", sob grande insistência de Chance, The Rapper. O disco foi finalmente disponibilizado para streaming no Tidal em 14 de fevereiro. No dia seguinte, Kanye declarou que não pretendia lançar The Life of Pablo em outras plataformas ou colocá-lo à venda.

## Gravação e produção

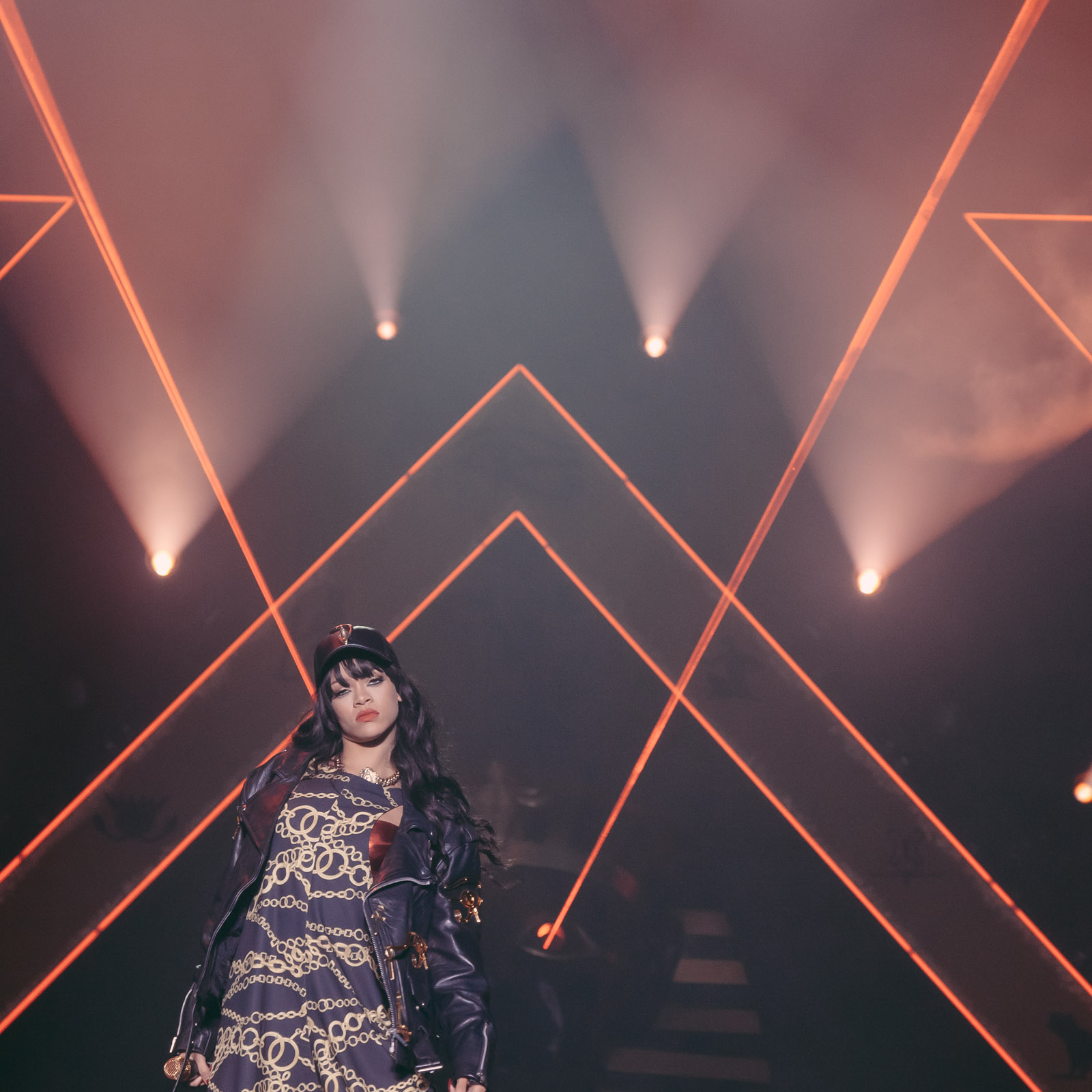
A cantora barbadense Rihanna canta na música "Famous".

A maior parte de The Life of Pablo foi gravada entre 2013 e 2016. O ponto de partida do álbum foi a gravação de "No More Parties in LA" em 2010, durante a produção de My Beautiful Dark Twisted Fantasy, quinto lançamento de inéditas do artista. Diferentes fontes alegam que o disco foi composto e gravado em vários locais, como Los Angeles, México, na ilha de Wight e Florença. Especulou-se que a gravação em Los Angeles teria ocorrido no Shangri-La Studios, local de trabalho do produtor executivo de Yeezus, Rick Rubin. O rapper estadunidense Ty Dolla Sign falou sobre sua experiência de gravação com West e Paul McCartney, revelando que estiveram "...no México, num casarão. A parte traseira da casa não tinha muros e portas; [o local] era aberto e com [vista para] o oceano. Você pode pensar que ele [Kanye] queria o microfone isolado [acusticamente] e tudo mais, mas nos deixamos o ambiente aberto e tudo saiu perfeito." A produção no México se deu com a ajuda de McCartney e de um colaborador frequente de Rihanna. Os rappers estadunidenses Pusha T e Consequence confirmaram ter trabalhado com West na produção do álbum. Consequence disse numa entrevista: "Pusha [T] e eu abandonamos tudo [em que estávamos trabalhando] e colaboramos criativamente em conjunto com Kanye (...)".
Em abril de 2014, o produtor Evian Christ, da GOOD Music, em matéria da revista Self-Titled, foi citado como tendo dito: "Kanye quer algo que pareça Otis Redding, [e] um pouco Mobb Deep.” Christ explicou que embora West não seja sempre musicalmente claro, parece "...interessado em esticar as barreiras estéticas tão Avant quanto possível. Kanye é o cara que, tipo, [diz] ‘Isso não é experimental o suficiente. Isso é muito poppy. Faça outra coisa.’ Os outros caras ficam, tipo, ‘Não estamos entendendo.'" Christ revelou ter sido "um sonho" trabalhar com Kanye, adicionando que "...ninguém mais te dá esse nível de liberdade criativa. Quando ele quer que você trabalhe em algo muito planejado, a regra é: ‘Não faça um beat de rap. Qualquer coisa menos um beat de rap.'"
Em maio de 2014, numa entrevista para a Billboard, James Fauntleroy, do Cocaine 80s, falou sobre as sessões de gravação em que participou: "Eu cantei umas coisas lá e saí [do projeto]. Veremos como ficará. Quando eu participei, [o disco] ainda estava no início, nos primeiros estágios. Eu sei que terá muito mais gente [envolvida no projeto], muitas interjeições." Ainda em maio, o produtor estadunidense Mike Will Made It foi citado como tendo dito que "Kanye tem testado novas ideias e tem entrado em contato comigo em busca de novas ideias. Se [a procura para trabalho conjunto] tem relação ou não com o remix de "Black Skinhead", não sabemos, mas definitivamente o que temos até agora está irado; [é] apenas trabalho, ponto."

## Lista de faixas
| The Life of Pablo track listing |                                             | |         |  |
| N.º                             | Título                                      | Producer(s)                                                                                                  | Duração |  |
| 1.                              | "Ultralight Beam"                           | West Mike Dean Chance the Rapper Swizz Beatz Rick Rubin [a] Watkins [a] Plain Pat [b] DJDS [b] Goldstein [b] | 5:20    |  |
| 2.                              | "Father Stretch My Hands, Pt. 1"            | West M. Dean Rubin Metro Boomin [a] DJDS [b] Ritter [b] Goldstein [b]                                        | 2:15    |  |
| 3.                              | "Pt. 2"                                     | West Menace Rubin Plain Pat [a] Shaw [b]                                                                     | 2:10    |  |
| 4.                              | "Famous"                                    | West Havoc Goldstein [a] Charlie Heat [a] Dawson [a] Hudson Mohawke [b] M. Dean [b] Plain Pat [b]            | 3:16    |  |
| 5.                              | "Feedback"                                  | West Charlie Heat [a] Goldstein [a]                                                                          | 2:27    |  |
| 6.                              | "Low Lights"                                | West DJDS M. Dean [b]                                                                                        | 2:11    |  |
| 7.                              | "Highlights"                                | West M. Dean Velous [a] Southside [a] Plain Pat [b] Goldstein [b]                                            | 3:19    |  |
| 8.                              | "Freestyle 4"                               | West Hudson Mohawke [a] Goldstein [a] M. Dean [a] DJDS [b] Shaw [b] Gureckis [b]                             | 2:03    |  |
| 9.                              | "I Love Kanye"                              | West | 0:44    |  |
| 10.                             | "Waves"                                     | West Charlie Heat Hudson Mohawke [a] Metro Boomin [a] M. Dean [a] Anthony Kilhoffer [b]                      | 3:01    |  |
| 11.                             | "FML"                                       | West Mitus Metro Boomin [a] Goldstein [a] M. Dean [a] Hudson Mohawke [b] Dawson [b]                          | 3:56    |  |
| 12.                             | "Real Friends"                              | West Boi-1da Frank Dukes [a] Havoc [b] King [b] M. Dean [b] Goldstein Sevn Thomas [b]                        | 4:11    |  |
| 13.                             | "Wolves"                                    | West Cashmere Cat Sinjin Hawke M. Dean Goldstein [b] Shaw [b]                                                | 5:01    |  |
| 14.                             | "Frank's Track"                             | West Cashmere Cat Sinjin Hawke                                                                               | 0:38    |  |
| 15.                             | "Siiiiiiiiilver Surffffeeeeer Intermission" | West | 0:56    |  |
| 16.                             | "30 Hours"                                  | West Karriem Riggins M. Dean                                                                                 | 5:23    |  |
| 17.                             | "No More Parties in LA"                     | West Madlib                                                                                                  | 6:14    |  |
| 18.                             | "Facts (Charlie Heat Version)"              | West Metro Boomin Southside Charlie Heat                                                                     | 3:20    |  |
| 19.                             | "Fade"                                      | West Kilhoffer [a] Benji B [a] M. Dean [a] Charlie Handsome [a] DJDS [b] Goldstein [b]                       | 3:13    |  |
| 20.                             | "Saint Pablo"                               | West M. Dean Ritter [a] Goldstein [b]                                                                        | 6:12    |  |
| Duração total:                  | Duração total:                              | Duração total:                                                                                               | 66:01   |  |

#### Créditos de samples
- "Father Stretch My Hands, Pt. 1" contém samples de "Father I Stretch My Hands", escrita e interpretada pelo Pastor T. L. Barrett com a participação de Youth for Christ.
- "Pt. 2" contém samples da canção "Panda", escrita por Sidney Selby III e Adnan Khan, e interpretada por Desiigner; samples de "Father I Stretch My Hands", escrita e interpretada pelo Pastor T. L. Barrett com a participação de Youth for Christ; e contém um efeito sonoro do jogo Street Fighter II: The World Warrior.
- "Famous" contém samples de "Do What You Gotta Do", escrita por Jimmy Webb e interpretada por Nina Simone; samples de "Bam Bam", escrita por Winston Riley e interpretada por Sister Nancy; e samples de "Mi Sono Svegliato E... Ho Chiuso Gli Occhi", escrita por Luis Bacalov, Sergio Bardotti, Giampiero Scalamogna, e Enzo Vita, e interpretada por Il Rovescio della Medaglia.
- Feedback" contém samples de "Talagh", escrita por Ardalan Sarfaraz e Manouchehr Cheshmazar, e interpretada por Googoosh.
- "Low Lights" contém samples de "So Alive (Acapella)", escrita por Sandy Rivera e interpretada por Kings de Tomorrow.
- "Freestyle 4" contém samples de "Human", escrita por Alison Goldfrapp, Robert Locke, Timothy Norfolk, e William Gregory, e interpretada por Goldfrapp.
- "Waves" contém samples e elementos de "Fantastic Freaks at the Dixie", escrita por Fred Bratwaithe, Robin Diggs, Kevin Ferguson, Theodore Livingston, Darryl Mason, e James Whipper, e interpretada por Fantastic Freaks.
- "FML" contém interpolações de "Hit", escrita por Lawrence Cassidy, Vincent Cassidy, e Paul Wiggin, e interpretada por Section 25.
- "Real Friends" contém interpolações de "Friends", escrita por Jalil Hutchins e Lawrence Smith, e interpretada por Whodini.
- "Wolves" contém samples de "Walking Dub", escrita e interpretada por Sugar Minott.
- "30 Hours" contém samples de "Answers Me", escrita e interpretada por Arthur Russell; interpolações de "Hot in Herre", escrita por Cornell Haynes, Pharrell Williams, e Charles Brown, e interpretada por Nelly; interpolações de "EI", escrita por Cornell Haynes e Jason Epperson, e interpretada por Nelly; e samples de "Joy", escrita e interpretada por Isaac Hayes.
- "No More Parties in LA" contém samples de "Give Me My Love", escrita e interpretada por Johnny "Guitar" Watson; samples de "Suzie Thundertussy", escrita e interpretada por Walter "Junie" Morrison; samples de "Mighty Healthy", escrita por Herbert Rooney, Ronald Bean, Highleigh Crizoe, e Dennis Coles, e interpretada por Ghostface Killah; e samples de "Stand Up e Shout About Love", escrita por Larry Graham Jr., Tina Graham, e Sam Dees, e interpretada por Larry Graham.
- "Facts (Charlie Heat Version)" contém samples de "Dirt e Grime", escrita por Nicholas Smith e interpretada por Father's Children; interpolações de "Jumpman", escrita por Aubrey Graham, Leland T. Wayne, e Nayvadius D. Wilburn, e interpretada por Drake e Future; e contém elementos do jogo Street Fighter II: The World Warrior.
- "Fade" contém samples de "(I Know) I'm Losing You", escrita por Eddie Holland, Norman Whitfield, e Cornelius Grant, e interpretada por Rare Earth; samples de "(I Know) I'm Losing You", escrita por Eddie Holland, Norman Whitfield, e Cornelius Grant, e interpretada por The Undisputed Truth; samples de "Mystery de Love", escrita por Larry Heard e Robert Owens, e interpretada por Mr. Fingers; samples de "Deep Inside", escrita por Louie Vega e interpretada por Hardrive; samples de "I Get Lifted (The Underground Network Mix)", escrita por Louie Vega, Ronald Carroll, Barbara Tucker, e Harold Matthews, e interpretada por Barbara Tucker; e contém uma interpolação de "Rock the Boat", escrita por Stephen Garrett, Rapture Stewart, e Eric Seats, e interpretada por Aaliyah.
- "Saint Pablo" contém samples de "Where I'm From", escrita por Shawn Carter, Deric Angelettie, Ronald Lawrence, e Norman Whitfield, e interpretada por Jay-Z.